# فقيرة (ثمرة)
الفقيرة أو الأَكْنَة أو ثمرة فقيرة أو البومة (بالإنجليزية: Achene)‏ هي ثمرة صغيرة جافة صلبة غير منفتقة (بالإنجليزية: Indehiscent)‏ لها بذرة واحدة ولها غرفة واحدة ويُقال عنها أيضاً بذرة. من أمثلتها ثمار دوار الشمس والطرخشقون والفراولة.

فقيرات طرخشقون مخزني في الجو

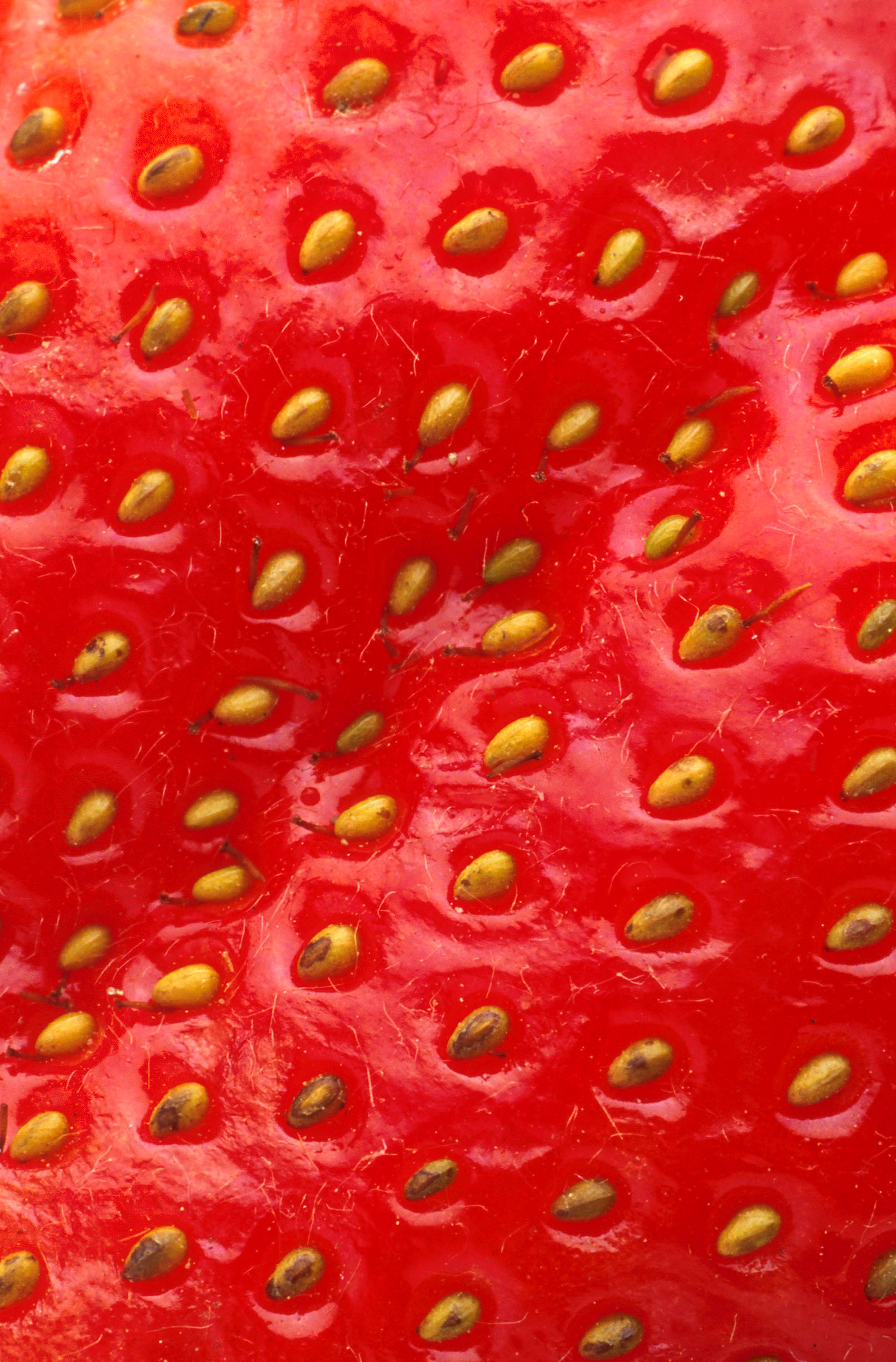
فقيرات على سطح ثمرة فراولة

## معرض صور

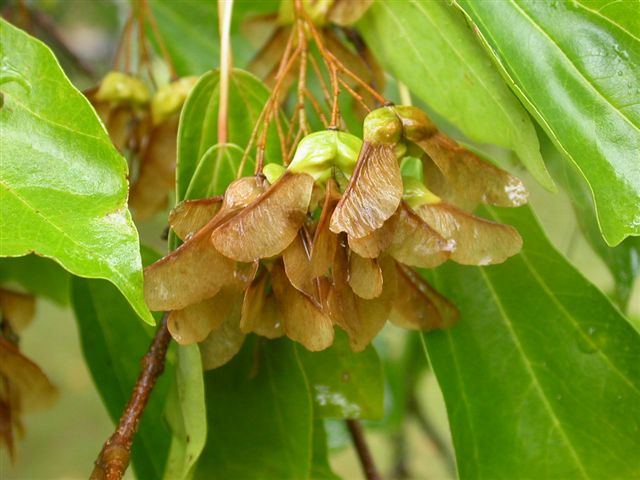
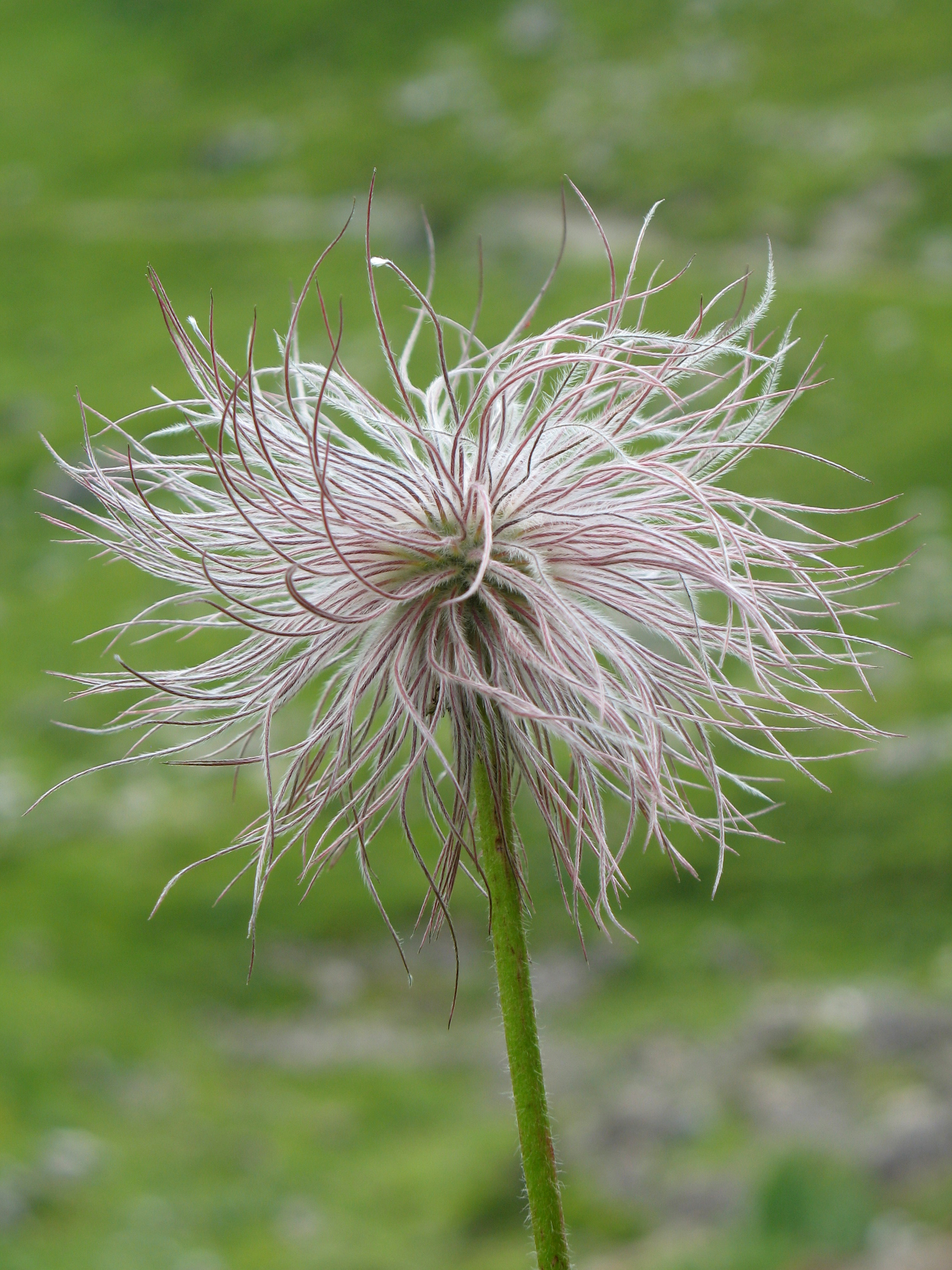
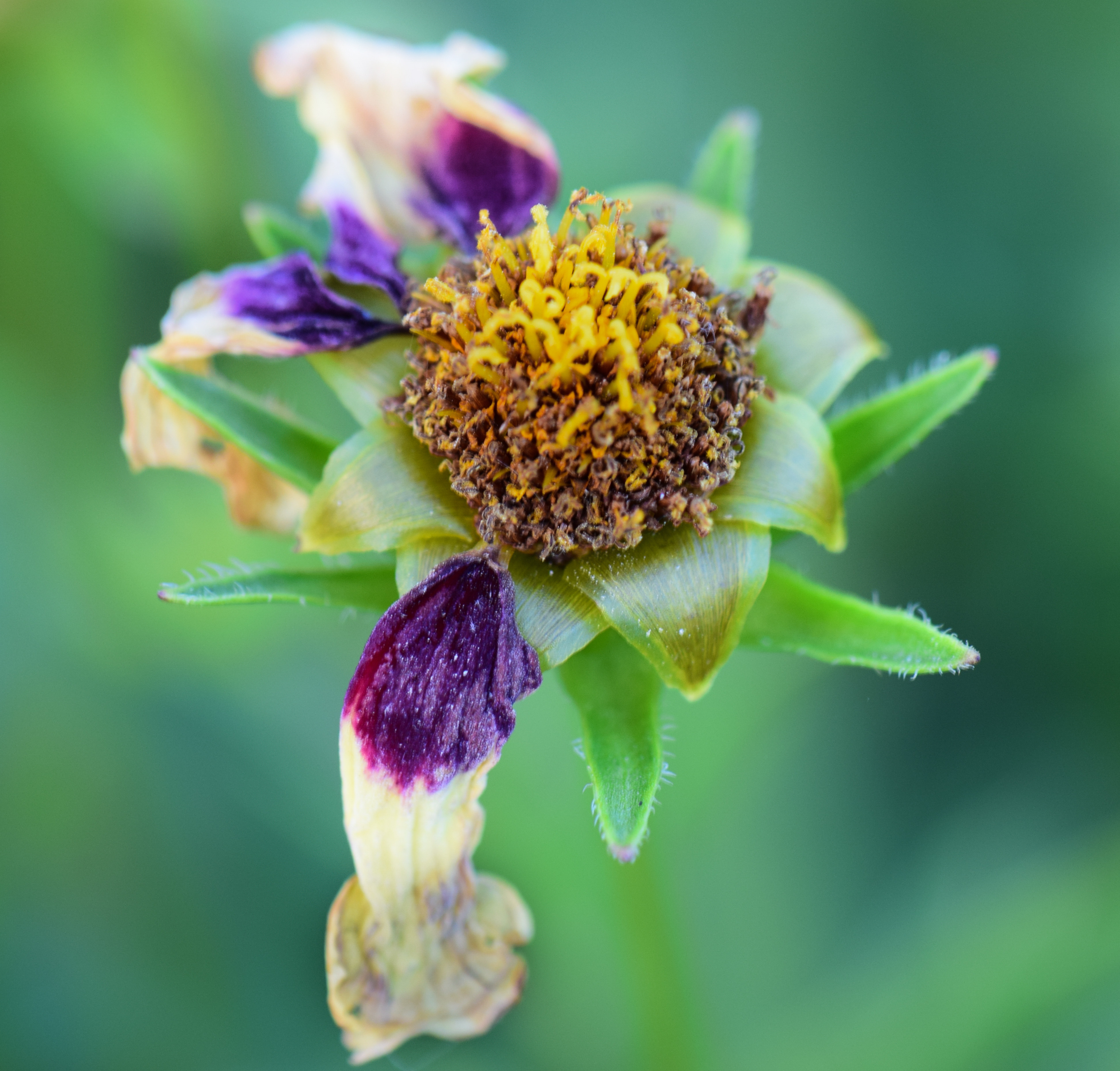
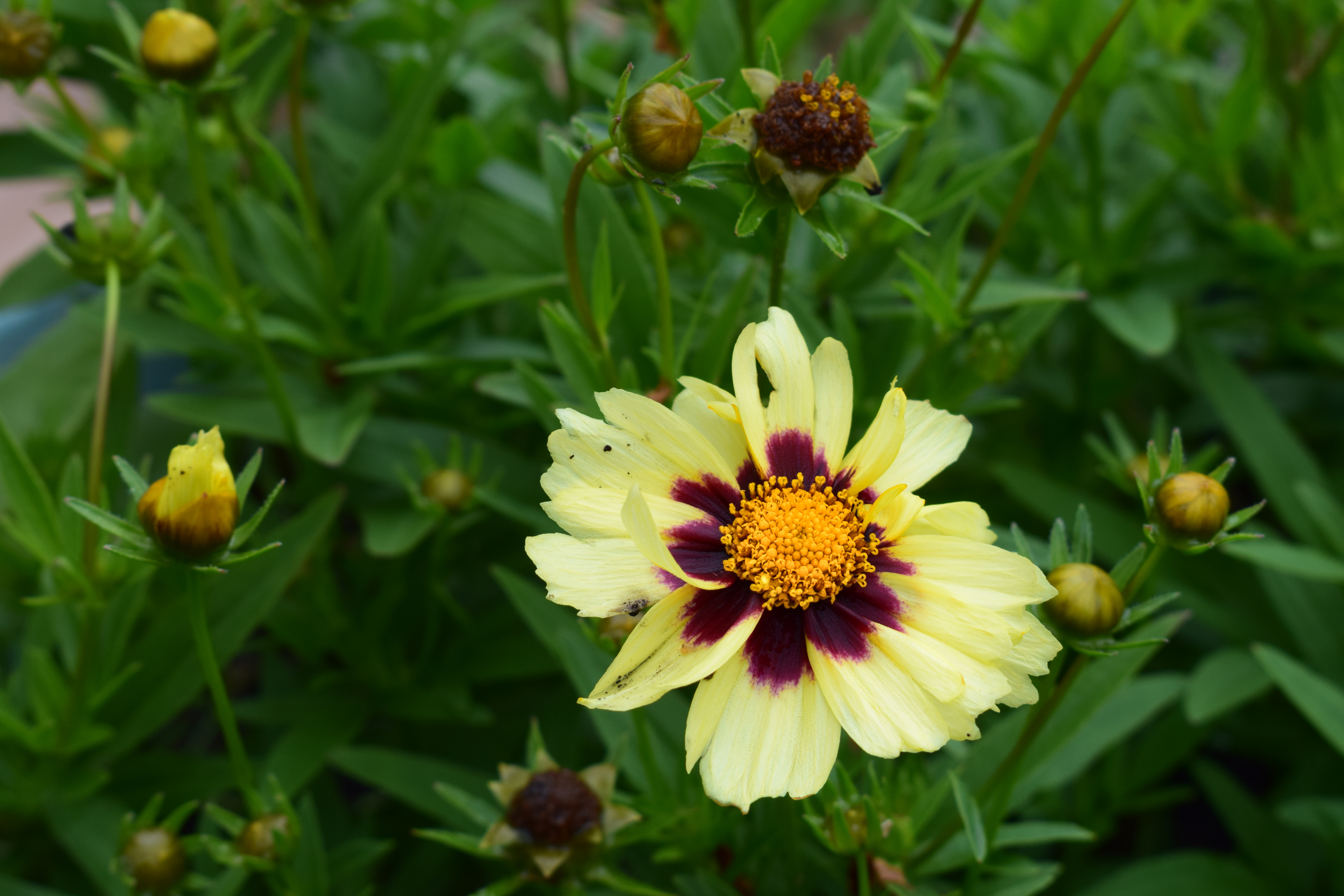